# یکی تاکاهاشی
یکی تاکاهاشی (ژاپنی: 高橋 勇菊؛ زادهٔ ۳ مارس ۱۹۷۸) یک بازیکن فوتبال اهل ژاپن است.
از باشگاه‌هایی که در آن بازی کرده‌است می‌توان به باشگاه فوتبال توکیو وردی اشاره کرد.